# Beckie Scott
Rebecca „Beckie” Scott-Wadsworth (ur. 1 sierpnia 1974 w Vegreville) – kanadyjska biegaczka narciarska, dwukrotna medalistka olimpijska.

## Kariera
Scott urodziła się w Vegreville, Alberta, ale dorastała w Vermilion, w prowincji Alberta. Biegi narciarskie zaczęła uprawiać w wieku pięciu lat. Jej pierwszymi oficjalnymi zawodami były mistrzostwa Kanady juniorów w 1988 r.
Na igrzyskach olimpijskich zadebiutowała w 1998 r. podczas igrzysk w Nagano, gdzie jej najlepszym indywidualnym wynikiem było 45. miejsce w biegu pościgowym 5+10 km. Na igrzyskach olimpijskich w Salt Lake City Scott pokazała się z lepszej strony dobiegając do mety biegu łączonego na 10 km na trzeciej pozycji, ale na skutek dyskwalifikacji Olgi Daniłowej, która była pierwsza oraz Larisy Łazutiny, która dobiegła na drugim miejscu, Beckie zdobyła złoty medal. Jednak nie otrzymała medal od razu, dostała go dopiero w czerwcu 2004 r., dwa lata po igrzyskach. W ten sposób została pierwszą kanadyjką oraz pierwszą kobietą pochodzącą z Ameryki Północnej, która zwyciężyła na igrzyskach w biegach narciarskich. Na amerykańskich igrzyskach była ponadto czwarta w biegu na 10 km techniką klasyczną oraz piąta w sprincie stylem dowolnym. Również na igrzyskach olimpijskich w Turynie Beckie zaprezentowała się z bardzo dobrej strony zdobywając wraz z Sarą Renner srebrny medal w sprincie drużynowym techniką klasyczną oraz zajęła czwarte miejsce w sprincie stylem dowolnym. Igrzyska w Turynie były ostatnimi w jej karierze.
Jej pierwszymi międzynarodowymi mistrzostwami były mistrzostwa świata w Thunder Bay w 1995 r. Zajmowała tam jednak miejsca w piątej dziesiątce. Również na mistrzostwach w Trondheim oraz mistrzostwach w Ramsau zajmowała odległe miejsca, jej najlepszym wynikiem w tym okresie było 24. miejsce w biegu na 5 km techniką klasyczną w Trondheim. Podczas mistrzostw świata w Lahti po raz pierwszy przebiła się do pierwszej dziesiątki zajmując 9. miejsce w sprincie stylem dowolnym. Na mistrzostwach świata w Val di Fiemme Scott była bardzo blisko medalu zajmując czwarte miejsce w sprincie techniką dowolną. Dwa lata później, na mistrzostwach świata w Oberstdorfie ponownie otarła się o podium zajmując czwarte miejsce w biegu łączonym na 30 km. Na późniejszych mistrzostwach już nie startowała.
Najlepsze wyniki w Pucharu Świata osiągnęła w sezonie 2005/2006, kiedy to zajęła drugie miejsce w klasyfikacji generalnej, a w klasyfikacji biegów dystansowych i w klasyfikacji sprintu była trzecia. Odniosła cztery zwycięstwa w zawodach Pucharu Świata.

## Życie prywatne
Obecnie Scott mieszka w Canmore w prowincji Alberta i studiuje anglistykę. 29 marca 2005 r. dołączyła do Światowej Organizacji Antydopingowej. Od 23 lutego 2006 r. jest członkinią Międzynarodowego Komitetu Olimpijskiego. W 2001 r. pozowała nago do kalendarza zatytułowanego „Nordic Nudes”, aby wspomóc pieniężnie kanadyjską narciarską drużynę.
Beckie Scott jest żoną byłego amerykańskiego biegacza narciarskiego Justina Wadswortha. We wrześniu 2007 r. urodziła pierwsze dziecko – syna imieniem Teo, a drugie, córkę Brynn Jasmin w marcu 2010 r.

## Osiągnięcia

### Zimowe igrzyska olimpijskie
| Miejsce | Dzień     | Rok  | Miejscowość    | Konkurencja                        | Czas biegu | Strata   | Zwyciężczyni     |
| ------- | --------- | ---- | -------------- | ---------------------------------- | ---------- | -------- | ---------------- |
| 60.     | 8 lutego  | 1998 | Nagano         | 15 km stylem klasycznym            | 46:55,4    | +8:48,3  | Olga Daniłowa    |
| 47.     | 10 lutego | 1998 | Nagano         | 5 km stylem klasycznym             | 17:37,9    | +1:54,7  | Łarisa Łazutina  |
| 45.     | 12 lutego | 1998 | Nagano         | 15 km łączony                      | 46:06,9    | +4:34,9  | Łarisa Łazutina  |
| 16.     | 15 lutego | 1998 | Nagano         | Sztafeta 4 × 5 km                  | 55:13,5    | +5:56,4  | Rosja            |
| 51.     | 20 lutego | 1998 | Nagano         | 30 km stylem dowolnym              | 1:22:01,5  | +13:35,9 | Julija Czepałowa |
| 4.      | 12 lutego | 2002 | Salt Lake City | 10 km stylem klasycznym            | 28:05,6    | +43,6    | Bente Skari      |
| 1.      | 15 lutego | 2002 | Salt Lake City | 10 km łączony                      | 25:09,9    | –        | –                |
| 5.      | 19 lutego | 2002 | Salt Lake City | Sprint stylem dowolnym             | 3:10,6     | –        | Julija Czepałowa |
| 8.      | 21 lutego | 2002 | Salt Lake City | Sztafeta 4 × 5 km                  | 49:30,6    | +1:19,0  | Niemcy           |
| 6.      | 12 lutego | 2006 | Turyn          | 15 km łączony                      | 43:25,6    | +31,9    | Kristina Šmigun  |
| 2.      | 14 lutego | 2006 | Turyn          | Sprint drużynowy stylem klasycznym | 16:36,9    | +0,6     | Szwecja          |
| DSQ     | 16 lutego | 2006 | Turyn          | 10 km stylem klasycznym            | 27:51,4    | –        | Kristina Šmigun  |
| 10.     | 18 lutego | 2006 | Turyn          | Sztafeta 4 × 5 km                  | 54:47,7    | +2:02,1  | Rosja            |
| 4.      | 22 lutego | 2006 | Turyn          | Sprint stylem dowolnym             | 2:12,3     | +2,4     | Chandra Crawford |

### Mistrzostwa świata
| Miejsce | Dzień     | Rok  | Miejscowość   | Konkurencja                      | Czas biegu | Strata  | Zwyciężczyni                   |
| ------- | --------- | ---- | ------------- | -------------------------------- | ---------- | ------- | ------------------------------ |
| 40.     | 10 marca  | 1995 | Thunder Bay   | 15 km stylem klasycznym          | 41:27,5    | +6:22,0 | Łarisa Łazutina                |
| 42.     | 12 marca  | 1995 | Thunder Bay   | 5 km stylem klasycznym           | 15:23,7    | +1:55,2 | Łarisa Łazutina                |
| 43.     | 14 marca  | 1995 | Thunder Bay   | 5+10 km pościgowy                | 43:19,6    | +4:42,0 | Łarisa Łazutina                |
| 25.     | 21 lutego | 1997 | Trondheim     | 15 km stylem dowolnym            | 36:28,2    | +3:16,9 | Jelena Välbe                   |
| 24.     | 23 lutego | 1997 | Trondheim     | 5 km stylem klasycznym           | 13:32,7    | +43,4   | Jelena Välbe                   |
| 27.     | 24 lutego | 1997 | Trondheim     | 5+10 km pościgowy                | 39:13,5    | +2:40,3 | Stefania Belmondo Jelena Välbe |
| 28.     | 1 marca   | 1997 | Trondheim     | 30 km stylem klasycznym          | 1:23:04,9  | +7:28,8 | Jelena Välbe                   |
| 53.     | 19 lutego | 1999 | Ramsau        | 15 km stylem dowolnym            | 38:49,0    | +9:44,8 | Stefania Belmondo              |
| 36.     | 22 lutego | 1999 | Ramsau        | 5 km stylem klasycznym           | 12:49,8    | +1:33,3 | Bente Skari                    |
| 29.     | 23 lutego | 1999 | Ramsau        | 5+10 km pościgowy                | 42:27,9    | +3:49,0 | Stefania Belmondo              |
| 9.      | 15 lutego | 2001 | Lahti         | 15 km st. klasycznym             | 43:54,8    | +4:19,9 | Bente Skari                    |
| 11.     | 18 lutego | 2001 | Lahti         | 10 km łączony                    | 28:06,1    | +1:16,0 | Virpi Kuitunen                 |
| 9.      | 21 lutego | 2001 | Lahti         | Sprint stylem dowolnym           | 3:41,5     | –       | Pirjo Manninen                 |
| 6.      | 23 lutego | 2001 | Lahti         | Sztafeta 4 × 5 km                | 53.01,6    | +2:45,8 | Rosja                          |
| 8.      | 20 lutego | 2003 | Val di Fiemme | 10 km stylem klasycznym          | 25:47,0    | +1:30,8 | Bente Skari                    |
| 6.      | 22 lutego | 2003 | Val di Fiemme | 10 km łączony                    | 26:38,4    | +11,5   | Kristina Šmigun                |
| 4.      | 26 lutego | 2003 | Val di Fiemme | Sprint stylem dowolnym           | 3:28,8     | +2,3    | Marit Bjørgen                  |
| 9.      | 28 lutego | 2003 | Val di Fiemme | 30 km stylem dowolnym            | 1:14:29,8  | +3:05,4 | Olga Zawiałowa                 |
| 13.     | 17 lutego | 2005 | Oberstdorf    | 10 km stylem dowolnym            | 26:27,6    | +1:19,6 | Kateřina Neumannová            |
| 4.      | 19 lutego | 2005 | Oberstdorf    | 2 × 7,5 km bieg łączony          | 42:16,8    | +35,1   | Julija Czepałowa               |
| 12.     | 22 lutego | 2005 | Oberstdorf    | Sprint stylem klasycznym         | 2:15,5     | -       | Emelie Öhrstig                 |
| 10.     | 25 lutego | 2005 | Oberstdorf    | Sprint drużynowy stylem dowolnym | 12:19,7    | +32,4   | Norwegia                       |
| 7.      | 26 lutego | 2005 | Oberstdorf    | 30 km stylem klasycznym          | 1:27:05,8  | +2:18,3 | Marit Bjørgen                  |

### Puchar Świata

#### Miejsca w klasyfikacji generalnej
- sezon 1996/1997: 50.
- sezon 1997/1998: 33.
- sezon 1998/1999: 44.
- sezon 1999/2000: 15.
- sezon 2000/2001: 15.
- sezon 2001/2002: 22.
- sezon 2002/2003: 9.
- sezon 2003/2004: 16.
- sezon 2004/2005: 18.
- sezon 2005/2006: 2.

#### Zwycięstwa w zawodach
| Nr | Dzień       | Rok  | Miejscowość | Konkurencja             | Czas biegu  | Przypisy |
| -- | ----------- | ---- | ----------- | ----------------------- | ----------- | -------- |
| 1. | 11 grudnia  | 2005 | Vernon      | Sprint stylem dowolnym  | –           | –        |
| 2. | 17 grudnia  | 2005 | Canmore     | 15 km stylem klasycznym | 45:02.2 min | –        |
| 3. | 21 stycznia | 2006 | Oberstdorf  | 15 km łączony           | 39:44.3 min | –        |
| 4. | 19 marca    | 2006 | Sapporo     | 15 km łączony           | 45:35.0 min | –        |

#### Miejsca na podium
| Nr  | Dzień       | Rok  | Miejscowość    | Konkurencja              | Czas biegu  | Strata  | Miejsce | Zwycięzca               |
| --- | ----------- | ---- | -------------- | ------------------------ | ----------- | ------- | ------- | ----------------------- |
| 1.  | 14 stycznia | 2001 | Soldier Hollow | Sprint stylem dowolnym   | -           | -       | 3.      | Bente Skari             |
| 2.  | 19 grudnia  | 2001 | Asiago         | Sprint stylem klasycznym | 30:08.6 min | +41.6   | 3.      | Bente Skari             |
| 3.  | 19 grudnia  | 2002 | Linz           | Sprint stylem dowolnym   | -           | -       | 3.      | Pirjo Manninen          |
| 4.  | 15 lutego   | 2003 | Asiago         | 5 km stylem klasycznym   | -           | -       | 2       | Bente Skari             |
| 5.  | 20 marca    | 2003 | Borlänge       | Sprint stylem dowolnym   | -           | -       | 2.      | Bente Skari             |
| 6.  | 12 marca    | 2004 | Pragelato      | Sprint stylem dowolnym   | -           | -       | 2.      | Marit Bjørgen           |
| 7.  | 10 grudnia  | 2005 | Vernon         | 15 km łączony            | 42:27.8 min | +0.3 s  | 2       | Marit Bjørgen           |
| 8.  | 11 grudnia  | 2005 | Vernon         | Sprint stylem dowolnym   | -           | -       | 1       | -                       |
| 9.  | 15 grudnia  | 2005 | Canmore        | 10 km stylem dowolnym    | 25:39.0 min | +14.1 s | 2.      | Julija Czepałowa        |
| 10. | 17 grudnia  | 2005 | Canmore        | 15 km stylem klasycznym  | 45:02.2 min | -       | 1       | -                       |
| 11. | 21 stycznia | 2006 | Oberstdorf     | 15 km łączony            | 39:44.3 min | -       | 1       | -                       |
| 12. | 8 marca     | 2006 | Falun          | 10 km łączony            | 29:26.7 min | +0.5 s  | 3.      | Evi Sachenbacher-Stehle |
| 13. | 9 marca     | 2006 | Drammen        | Sprint stylem klasycznym | -           | -       | 2.      | Petra Majdič            |
| 14. | 15 marca    | 2006 | Changchun      | Sprint stylem dowolnym   | -           | -       | 2.      | Marit Bjørgen           |
| 15. | 19 marca    | 2006 | Sapporo        | 15 km łączony            | 45:35.0 min | -       | 1       | -                       |